# Åbenrå-senderen
Åbenrå-senderen er en 320,4 meter høj gittermast fastspændt med stålbarduner ved Kassø, 3 km nordvest for Hjordkær i Sønderjylland, der anvendes til mobiltelefoni og digital TV-transmission. Masten står 1,1 km øst for Kassø, 6,8 km sydvest for Rødekro og 10 km vest for Aabenraa, og derfor kaldes masten gerne lokalt for Rødekro-senderen eller Kassø-senderen.
Masten blev opført i 1988, som en af de 16 nybyggede hovedsendere i TV2’s sendenet, der blev etableret mellem 1988-89. Efter lukningen af det analoge fjernsynssendernet i Danmark natten til den 1. november 2009 har masten fungeret som digital tv-sender og mobilmast.
Masten står 33,5 meter over havet, og har dermed en totalhøjde over havet på 353,9 meter.
Næsten 11 km nordvest for Åbenrå-senderen står Rangstrup-senderen, der blev rejst i 1957.